# Emmanuel Amunike
Emmanuel Amunike (Eziobodo, 1970. december 25. –) nigériai válogatott labdarúgó, edző.

## Pályafutása

### Klubcsapatban
1991-ben a Julius Berger színeiben nigériai bajnokságot nyert. 1991 és 1994 között az egyiptomi Ez-Zamálek csapatában játszott, melynek tagjaként két alkalommal nyerte meg az egyiptomi bajnokságot. 1994-ben az év labdarúgójának választották Afrikában. 1994 és 1997 között Portugáliában a Sporting CP játékosa volt. 1995-ben portugál kupát és szuperkupát nyert. 1997 és 2000 között az FC Barcelonában szerepelt. 1998-ban és 1999-ben megnyerte a spanyol bajnokságot. 2000 és 2002 között az Albacete együttesét erősítette. Később játszott még a dél-koreai Puszan IParkban (2002–03), a jordán Al-Wehdatban (2003–04) és a bahreini Al-Najma Manamában (2005–06). 

### A válogatottban
1993 és 2001 között 27 alkalommal szerepelt a nigériai válogatottban és 10 gólt szerzett. Részt vett az 1994-es világbajnokságon, ahol a nigériaiak valamennyi mérkőzésén kezdőként lépett pályára, a Bulgária elleni csoportmérkőzésen, majd az Olaszország elleni nyolcaddöntőben gólt is szerzett. Részt vett az 1995-ös konföderációs kupán, a 2000-es afrikai nemzetek kupáján és tagja volt az 1994-es afrikai nemzetek kupáján, illetve az 1996. évi nyári olimpiai játékokon aranyérmet szerző válogatott keretének is.

### Edzőként
2008-ban a Julius Berger csapatánál kezdett el edzősködni. 2014 és 2017 között a nigériai U17-es válogatottat irányította és a 2015-ös U17-es világbajnokságon világbajnoki címet szerzett. 2018 és 2019 között a tanzániai válogatott szövetségi kapitánya volt és kivezette a csapatot a 2019-es afrikai nemzetek kupájára. 

## Sikerei, díjai

### Játékosként
Julius Berger
- Nigériai bajnok (1): 1991

Ez-Zamálek
- Egyiptomi bajnok (2): 1991–92, 1992–93

Sporting CP
- Portugál kupagyőztes (1): 1994–95
- Portugál szuperkupagyőztes (1): 1995

FC Barcelona
- Spanyol bajnok (2): 1997–98, 1998–99
- Spanyol kupagyőztes (2): 1996–97, 1997–98

Nigéria
- Afrikai nemzetek kupája győztes (1): 1994
- Afro-ázsiai nemzetek kupája győztes (1): 1995
- Olimpiai bajnok (1): 1996

Egyéni
- Az év afrikai labdarúgója (1): 1994
- Az év afrikai labdarúgója (BBC) (1): 1996

### Edzőként
- U17-es világbajnok (1): 2015